# Helioctamenus pardoi
Helioctamenus pardoi là một loài bọ cánh cứng trong họ Zopheridae. Loài này được Espanol miêu tả khoa học năm 1957.